# Banda El Recodo
La Banda El Recodo (también, Banda El Recodo de Don Cruz Lizárraga) es una banda sinaloense formada en El Recodo, un pueblo en el municipio de Mazatlán, en el estado de Sinaloa, México, en 1938 por Cruz Lizárraga. Es considerada la pionera en la divulgación del género, que ya se venía gestando desde décadas atrás, por lo que se le conoce como La Madre de Todas las Bandas. En un principio, se dedicó a tocar sones, polkas y marchas, pero con el tiempo introdujo un nuevo estilo, empleando la tambora como instrumento principal y generando así piezas más populares como rancheras, corridos, cumbias, boleros y baladas. Ha tocado al lado de José Alfredo Jiménez, Lola Beltrán, Antonio Aguilar y Juan Gabriel. 
Cuenta con reconocimiento internacional, ha grabado más de 180 álbumes y ha vendido más de 20 millones de discos, y su música ha llegado a los cinco continentes. La banda es liderada por Luis Alfonso Lizárraga Lizárraga, uno de los hijos de Cruz Lizárraga.

## Historia

### Inicios
La Banda El Recodo se inició con la inquietud de Cruz Lizárraga, joven músico que, además de fundarla, le dio su actual fisonomía estableciendo el estilo, la forma y el número de sus integrantes actuales y asociándola de manera indeleble con el lugar de su origen. El Recodo es el nombre del pueblo donde nació esta banda de instrumentos de viento en el estado de Sinaloa, sobre el Pacífico mexicano.
Tal como sucedía en otros países de América Latina, la banda era una formación semiclásica de músicos, generalmente voluntarios, que tocaban piezas sinfónicas, marciales y populares para divertir e instruir a la población local en las plazas de cada pueblo. En ese formato inicial fue parte de la herencia cultural que dejaron en México los marineros europeos cuyas naves anclaron en el litoral oeste del país, especialmente en Mazatlán, el puerto más próximo a El Recodo, el lugar donde nació.[cita requerida]
Ya a finales de la década de 1960, la banda era conocida en casi todo México, por lo que se decide buscar nuevos horizontes, lanzándose así a la conquista del mercado estadounidense e incluyendo en su repertorio canciones típicas del país vecino como Patrulla americana, canción que volvería a incluirse en 1998 en el disco doble Tengo una ilusión. En 1954, la Banda El Recodo comienza su trayectoria discográfica, grabando para el sello RCA Victor. el disco homónimo, el cual contenía canciones de corte instrumental y que serían a la larga canciones recurrentes en grabaciones de muchos grupos y solistas, tanto en el género de la banda, como en mariachi o en grupo norteño. Las canciones conocidas son: Mi gusto es, El sauce y la palma, El toro viejo, El abandonado, Qué bonita es mi chaparrita y el himno del estado natal de Don Cruz: El sinaloense. Desde ese momento, comenzó una trayectoria ascendente hacia la fama nacional e internacional. Cruz Lizárraga siempre estuvo convencido del impacto de su banda e incluso se reconoce su dicho: "No descansaré hasta que la música de banda se escuche en todos los rincones de la Tierra".

### La Banda el Recodo y...
Desde la fundación de la agrupación, hasta mediados de los años 80, la mayoría de los trabajos musicales publicados por la Banda El Recodo consistían en discos con canciones de corte meramente instrumental, y una que otra canción era cantada por algún integrante de la agrupación. Así, incorporaron en sus trabajos discográficos grabaciones al lado de artistas reconocidos de la música mexicana. La lista es larga, pero puede destacarse en primer término Luis Pérez Meza, primer solista que graba a lado de una banda sinaloense, pasando por artistas como Pedro Infante, Lola Beltrán, Amalia Mendoza, Lucha Villa, Aída Cuevas, Yolanda del Río, Juan Luis Morera (Wisin) Lalo Elizalde, Grupo Latino, Los Cadetes de Linares, Joan Sebastián, Antonio Aguilar (cuyo último trabajo discográfico en vida fue un disco en vivo en compañía de esta agrupación) y cantautores como José Alfredo Jiménez, los hermanos David y Juan Záizar, José Ángel Espinoza "Ferrusquilla" y Alberto Aguilera Valadez, más conocido como Juan Gabriel, cuyo disco y posterior gira con la banda fue de gran éxito.

### Antonio Aguilar: El mayor impulsor de la "Tambora Sinaloense"
Antonio Aguilar fue uno de los grandes impulsores de la tambora sinaloense, publicando más de 20 álbumes cantando al son de la tarola y la tuba, cómo Con Tambora, Vol. 1, Con Tambora, Vol. 2 y Con Tambora, Vol. 3. Durante los años 70 a los 80, Antonio Aguilar cantó sus más grandes éxitos al lado de bandas tales como Banda Ahome, Banda La Costeña de Ramón Lopez Alvarado, incluyendo también a la Banda El Recodo, interpretando temas como De puntitas, Y Ándale, Ando Que Me Lleva (Éxito de Ezequiel Peña), Ánimas Que No Amanezca, El Chivo, Tristes Recuerdos (Éxito de Ramón Ayala) y muchos más, Banda El Recodo, fue uno de los muchos asistentes al funeral de Antonio Aguilar, el 19 de junio de 2007, cuando este falleció a la edad de 81 años.

### La primera voz de El Recodo: Conrado Calderón
La Banda "El Recodo", al continuar manejando durante la década de los 80 producciones discográficas de corte instrumental o acompañados de un cantante independiente, en algunos recitales, para interpretar algunas de las canciones con voz, se tomaban la libertad de acompañarse por voces o cantantes de la región sinaloense. Por ejemplo, Manolo Velarde, barítono sinaloense, quien aparece como vocalista en un sencillo de 45 rpm con dos temas: "Mejor me voy" y "Torito prieto manchado", grabado en 1983 en RCA Víctor. Don Cruz Lizárraga vio que este sencillo fue bien recibido entre el público y grabaron ese mismo año al lado del mismo cantante, para la misma disquera, un LP con 10 temas.[cita requerida]
Hacia finales de la década de los 80, Don Cruz Lizárraga permite que se incorpore un vocalista como integrante formal de la banda, pues hasta esa fecha varios integrantes se encargaban de darle voz a algunos temas grabados en los discos, entre ellos Alberto Lizárraga, hijo de Don Cruz Lizárraga, quien incluso todavía a principios de la década de 1990 se encargó de darle voz a algunos de los temas (el resto los cantaría Julio Preciado). Quien se encargaría de ocupar por primera vez el puesto de vocalista fue Conrado Calderón, quien participaba antes para la banda Hermanos Galván de Rosa Morada, Nayarit.
Calderón y la Banda El Recodo grabaron varios discos, caracterizados por ser de corte exclusivamente ranchero o de cumbia, según el caso, entre 1989 y 1991, de los cuales se desprenden éxitos como "Que me siga la Banda del Recodo", "La fuga del siglo", "Maldito vicio", "El borrego cachetón", "La camioneta gris" y temas que volverían a ser grabados en voz de Julio Preciado como "La chiva renga", "Churritos con chile" y "Reto a la muerte". A la postre, con la entrada Julio Preciado a la banda, Conrado la deja y se incorpora a la Banda El Limón.

### La Banda El Recodo hacia la década de 1990 (la era Julio Preciado)
Hacia 1991 la Banda el Recodo decide incorporar en sus filas al exvocalista de la Banda el Limón, Julio Preciado, y en este mismo año graban su primer disco de estudio en esta nueva etapa, estrenándose también para la firma discográfica tapatía Mastereo, el cual se titularía 13 Rancheras y Cumbias, que se lanzaría al año siguiente y en el mismo año un disco en vivo de una de las exitosas presentaciones realizadas en el Teatro de la Ciudad de México, cuyas fechas iniciales solo eran dos, pero a petición del público se abrieron más fechas por varias semanas (el disco se lanzaría en 1993); a partir de entonces, la carrera de la Banda El Recodo tendría un nuevo aire y un despegue comercial importante, dejando atrás la etapa de agrupación de acompañamiento.
Los éxitos fueron viniendo de manera gradual, pero siempre de menos a más, consolidando así a la Banda El Recodo como la mejor banda sinaloense, y a su vocalista Julio Preciado como el mejor vocalista de banda en ese momento. Algunos éxitos famosos en esta época que son dignos de mención son algunas cumbias y quebraditas como: "La fea", "Vámonos de fiesta", "El bato machín", "La peligrosa", "El apartamento", "El baile nuevo", "El trompo" y "La culebra", que acapararon el gusto del público, y corridos y rancheras como: "La clave privada", "Seis pies abajo", "Paloma sin nido", "Cuentas claras", "De Sinaloa a California", "Por una mujer casada" y "La Cheyenne del año", entre otras más.

### Fallecimiento
En 1995, Cruz Lizárraga enfermó, lo que le impidió viajar con su banda en una gira por Europa. Murió el 17 de junio en la Ciudad de México, mientras El Recodo hacia una serie de espectaculares presentaciones en el continente europeo, del cual se grabaría un disco posteriormente (En vivo desde París, Francia). Su cuerpo fue trasladado a Mazatlán, Sinaloa, y enterrado en el Panteón Renacimiento de esa ciudad. Según declaraciones del mismo Julio Preciado, pensó en abandonar la banda ese año, pero debido a la muerte de Lizárraga su salida se aplazó hasta 1998.
A pesar del duro golpe, la banda se mantuvo en pie en contra de la expectación general, gracias a la convicción de los dos hijos de Don Cruz Lizárraga, Germán Lizárraga y Luis Alfonso Lizárraga Lizárraga, y a su esposa, María de Jesús Lizárraga, quienes continuaron con el empuje con que siempre ha contado esta agrupación.[cita requerida]
Ya en 1996, repuestos de la dura pérdida, llegaron a trabajar para dos disqueras de manera simultánea: Mastereo (con la cual venían trabajando desde 1991, antes de ese año trabajaron para RCA) y Fonovisa. Grabaron en 1996, para esta última, el disco Desde el cielo y para siempre, titulado así a manera de homenaje a su líder, recién fallecido. Este disco resultó uno de los más vendidos de la banda y el más vendido de la etapa con Julio Preciado. De él se desprenden éxitos como: "Acabame de matar", "El chilango quebrador"; "Si quieres", de Juan Gabriel; "La Josefina", "Desde el cielo" y "No se la van a acabar".[cita requerida]

### Salida de Julio Preciado
Contrario a lo que se llegó a pensar con la partida de Don Cruz Lizárraga, El Recodo volvió a la escena musical y tras haber logrado un gran éxito con el disco Desde el cielo y para siempre el mismo año vuelven al estudio de grabación lanzando el disco Tributo a Juan Gabriel coincidiendo con la celebración de los 25 años de carrera del cantautor, desprendiéndose éxitos como: "Mi fracaso", "Caray" y "Se me olvidó otra vez"; y más tarde en 1997 el disco De parranda con la banda disco de corte estrictamente ranchero, con sencillos como: "Una pura y dos con sal" "Cómo el primer día" y "Qué solo estoy sin ti". Estos dos discos fueron grabados para el sello Fonovisa. El éxito recuperado y aumentado de la banda hizo que sus presentaciones a lo largo de toda la república mexicana se hicieran cada vez más famosas.
De esta manera de 1997 se marca un parteaguas en la historia de la agrupación, con el lanzamiento del disco Histórico grabado en una presentación de ese mismo año, en el lugar conocido como Río Nilo, uno de los primeros recintos masivos destinados a la presentación de cantantes del movimiento grupero de la década de 1990, ubicado en Guadalajara, Jalisco., en el recital en vivo se hace un recorrido musical de los temas grabados durante los 90's y lanzando en directo dos temas inéditos: "Tiro de gracia" composición de Preciado y "Te sigo amando" continuando con el homenaje a Juan Gabriel. También deciden participar, en la conmemoración del 40 aniversario del fallecimiento de Pedro Infante grabando junto a su voz un disco, esta vez para el sello Mastereo.
Es también en este año que marcaría el final de la etapa con Julio Preciado quien decide abandonar la agrupación, debido, según él a que quería emprender su carrera en solitario, más tarde se sabría que fue debido a diferencias con el entonces director de la banda (y quien más adelante también dejaría la agrupación) Germán Lizárraga; dejando así de manera inconclusa el proyecto del disco conmemorativo del 60 aniversario. Ya a mediados de 1998, la banda decide terminar relaciones con la disquera Mastereo, la cual solo tenía contrato verbal con el señor Cruz Lizárraga, y cuyo último disco sería un recopilatorio, en disco doble, con motivo del 60 aniversario, que contenía algunas canciones del concierto en el Teatro de la Ciudad de México, algunas canciones instrumentales grabadas en el sello RCA y otras tantas de la época de Julio Preciado. Terminadas las relaciones con Mastereo, El Recodo se dedicaría a grabar sólo para Fonovisa. De esta manera finalizaría lo que para muchos seguidores es considerada la mejor etapa de la Banda el Recodo, en donde se conjuntaba los buenos músicos aún escogidos por Don Cruz Lizárraga, la dirección de Germán Lizárraga (quien ya venía tomando las riendas de la banda desde hace 36 años), y la singular voz y carisma de Julio Preciado.

### El nuevo milenio: la era Luis Antonio López y Carlos Sarabia
El Recodo aún carecía de vocalista y para esta nueva etapa decide añadir en sus filas dos vocalistas, otro exintegrante de la Original Banda el Limón, llamado Luis Antonio López Flores, más conocido como "El Mimoso", y Carlos Sarabia, vocalista de la Banda Crucero. Rápidamente entran a los estudios de grabación y llegan a lanzar ese mismo año el disco doble conmemorativo del 60 aniversario (realizado por el sello Fonovisa), titulado Tengo una ilusión debido a la canción del mismo nombre, la última composición de don Cruz estando ya convaleciente, Este disco contiene canciones ya grabadas anteriormente, como "Patrulla americana", "Estampa sinaloense" y "El corrido de Mazatlán" (escrita por José Alfredo Jiménez), y también lanzaron los sencillos "Pena tras pena", "Qué bonita" y "Tengo una ilusión", con los que alcanzaron altas ventas en el mercado.
En 1999, tras el rotundo éxito del disco anterior (el cual no esperaban), la banda en plena gira por el sur de Estados Unidos entró a los estudios de grabación en California y de esta manera lanzan otro disco doble, titulado Lo mejor de mi vida, del que se desprendían sencillos como "Te ofrezco un corazón", "No me dejes nunca nunca" "No puedo vivir sin ti", "Deja" y "Yo sé que te acordarás", anotándose de nuevo otro gran éxito. Hacia septiembre del mismo año, la banda reunió a cuarenta y siete mil espectadores en la Plaza de Toros México, que en tres semanas agotaron las localidades, y de esta presentación se lanzó un disco grabado en directo, llamado La historia la escriben los grandes.
Así, tras hacer una nueva gira por Europa e incluyendo esta vez a varios países de África, la banda se encumbró totalmente en el gusto del público y llegó a su etapa más brillante en épocas recientes. Los discos Tengo una ilusión y Lo mejor de mi vida serían catalogados (por sus composiciones, estilo de grabación e inclusión de nuevos géneros, pero sin perder el tan característico estilo bravío) como dos de los mejores discos del género de la banda sinaloense.[cita requerida]

### Salida de Germán Lizárraga
Tras la extenuante gira de promoción del disco Lo mejor de mi vida a finales de 1999, la banda entró a los estudios para grabar el disco Contigo por siempre, que generó un éxito similar a los dos discos anteriores. Se presentó en 2001, con la novedad de que, tras un pleito legal (del cual no saldrían bien librados, ya que este sería el último disco en que se llamarían Banda Sinaloense El Recodo, quedando para los siguientes discos solo como Banda El Recodo, y perdiendo parte de las regalías de los discos grabados anteriormente con ese nombre) se incorporaba a las filas de la banda el menor de los Lizárraga, Joel Lizárraga Lizárraga, quien tocaría el clarinete. En ese periodo, surgió un integrante extra, y la prensa amarillista sugirió la salida de otro integrante. El corte de las canciones marcaría un acercamiento a ámbitos musicales a nivel mundial que no solía manejar la banda, a pesar de su constante "internacionalización".
Los rumores se volverían verdad a principios del 2002, cuando oficialmente, por motivos de salud, Germán Lizárraga se alejó de los escenarios y más tarde anunció su salida definitiva como miembro activo, músico, arreglista, compositor y director de la banda, la que perdió parte de su esencia musical, debido a que tanto Germán como Alfonso ya no compartían la misma visión del rumbo que debían tomar. Quedó entonces como líder visible Luis Alfonso Lizárraga Lizárraga y como directora, María de Jesús Lizárraga, última esposa de Don Cruz Lizárraga y madre de Alfonso y Joel.
Tras la salida de Germán, quien a la par ya estaba preparando un nuevo proyecto ahora con la Banda Lizárraga (formada por otros vástagos de don Cruz) llamándola ahora Estrellas de Sinaloa; el Recodo entra a los estudios en 2002 para grabar y lanzar al mercado el disco No me sé rajar en el cual a manera de homenaje se incluye canciones que hiciera famosas el cantante ranchero Vicente Fernández. Este disco no fue bien recibido por los críticos de música grupera, argumentando que "El Recodo había hecho mejores discos", sin embargo tuvo una gran aceptación en el público a pesar del éxito inmediato que también tuvo la nueva banda que comandaba Germán Lizárraga.

### Salida de Carlos Sarabia: declive relativo
A principios de 2003, cuando la banda ya estaba a punto de entrar a grabar su nueva producción, Carlos Sarabia decidió abandonar El Recodo de manera repentina, comentando las partes implicadas que todo quedó en buenos términos. Sin embargo, a mediados del año y durante todo 2004 se enfrascaría en una serie de dimes y diretes (Carlos Sarabia argumentaría un despido injustificado, Luis Alfonso Lizárraga Lizárraga lo desmintió e incluso dijo que él los abandonó, de tal manera que dejó el proyecto tirado y con cuatro años de contrato aún sin trabajar). Este pleito se iría a los tribunales, y el fallo fue favorable para los Lizárraga, haciendo que Sarabia pagara lo que quedaba del contrato trabajando para la banda, esta vez no como vocalista. Así la carrera de Carlos Sarabia, quien ya para este tiempo había pasado a formar parte de las filas de la banda de Germán Lizárraga y que también dejó para grabar su primer disco como solista, se vería truncada.
En 2003, con la ayuda del productor Emilio Estefan, la Banda El Recodo lanzó su producción Por ti (disco que había dejado inconcluso Carlos Sarabia), logrando una fusión innovadora. Esta producción los llevó a estar nominados en diversas entregas de premios, destacándose más los galardones obtenidos como premios a su larga trayectoria que los debidos al éxito obtenido por el disco en sí. Con esta nueva etapa irían perdiendo de manera gradual muchos de los seguidores ganados en las épocas con Preciado y después con Sarabia. En este proyecto sobrevivió como vocalista Luis Antonio López "El Mimoso" y se incorporaron dos vocalistas más: nuevamente, Alejandro Ojeda, de la Original Banda el Limón, y Alejandro Villarreal, conocido como "El Borrego", procedente de un grupo de música norteño-texana. Ambos, tras grabar tres discos de estudio (Por ti, Hay amor, Más fuertes que nunca) y uno en vivo grabado en el Auditorio Nacional con motivo del 65.º aniversario de la agrupación, dejarían a la banda, Ojeda para trabajar en solitario, y Villarreal para trabajar en el personal de la agrupación. Se incorporó Noé Obeso Félix, quien haría mancuerna con Luis Antonio López "El Mimoso", dupla que no alcanzó el año, ya que Noé no logró ser del agrado de todo los seguidores y solo dejó grabado un disco de estudio (Qué bonito... es lo bonito). A mitad de la gira promocional y a petición del público, es sustituido por Luis Alfonso Partida "El Yaki", procedente de la Banda Estrellas de Sinaloa de Germán Lizárraga.

### Salida de Luis Antonio López: nueva mancuerna, nuevas expectativas
Ya conformada la nueva mancuerna de vocalistas, se decide lanzar en 2008 una nueva producción titulada Te presumo, que en realidad era un disco recopilatorio al que se le agregaron dos nuevos temas inéditos: "Te presumo", único sencillo promovido, y "Por una mujer bonita". Ya en 2009, los hermanos Lizárraga (Poncho y Joel) convocaron a una rueda de prensa, cuyo tercer participante era Luis Antonio López "El Mimoso"; a través de los medios de comunicación, anunciaron que por mutuo acuerdo Luis Antonio López "El Mimoso" emprendería su carrera en solitario, dejando atrás 11 años de trabajo continuo con El Recodo, más de una decena de producciones con su participación y un hueco en la agrupación.
Ya en el resto del año se corrieron rumores de todo tipo, tanto acerca de las razones por las que Luis Antonio López "El Mimoso" abandonó la banda y quién entraría a sustituirlo: el nombre que sonaba más fuerte sería Carlos Sarabia, con quien había hecho la mancuerna de vocalistas tan exitosa hacia finales de la década de 1990. La razón argumentada era la ya sanada relación entre él y los Lizárraga, y también que fue incluido recientemente como vocalista de la Banda Los Recoditos (proyecto alterno iniciado por don Cruz Lizárraga a finales de la década de 1980 y dirigido también por su familia). Las dudas se despejaron a finales de ese año, con el lanzamiento del disco "Me gusta todo de ti", y anunciando que quien entraría al relevo sería Charly Pérez, procedente precisamente de la Banda Los Recoditos, en la que estuvo algunos meses (previamente estuvo en la Banda Rancho Viejo). De esta manera, la Banda El Recodo esperaba renovarse y recuperar el gusto total del público, fuera de sus clubes de seguidores.
El disco Me gusta todo de ti fue anunciado con el lanzamiento del sencillo del mismo nombre, el cual les dio, al igual que el sencillo "Te presumo", altas ventas en el mercado. Cabe mencionar que el lanzamiento de este disco formó un parteaguas en la agrupación, que durante la primera década del siglo XXI se dedicó a experimentar con ritmos nuevos pero tratando de particularizar un estilo, lo que les trajo resultados un tanto adversos. Me Gusta Todo De Ti dejó a un lado esto, y se lanzaron dos versiones del mismo disco: por una parte, una edición "sencilla" en la cual vendrían canciones con tendencias más cercanas a los ritmos manejados actualmente en la banda sinaloense, y lanzaron también una versión de lujo, en la cual, a la que agregarían algunos temas instrumentales ya grabados anteriormente, a manera de recorrido musical de la banda por la celebración de sus 70 años de existencia. Cabe destacar el regreso de Germán Lizárraga, solo como músico de estudio, haciendo una participación especial en la grabación de un par de temas instrumentales de este disco.

### Haciendo historia

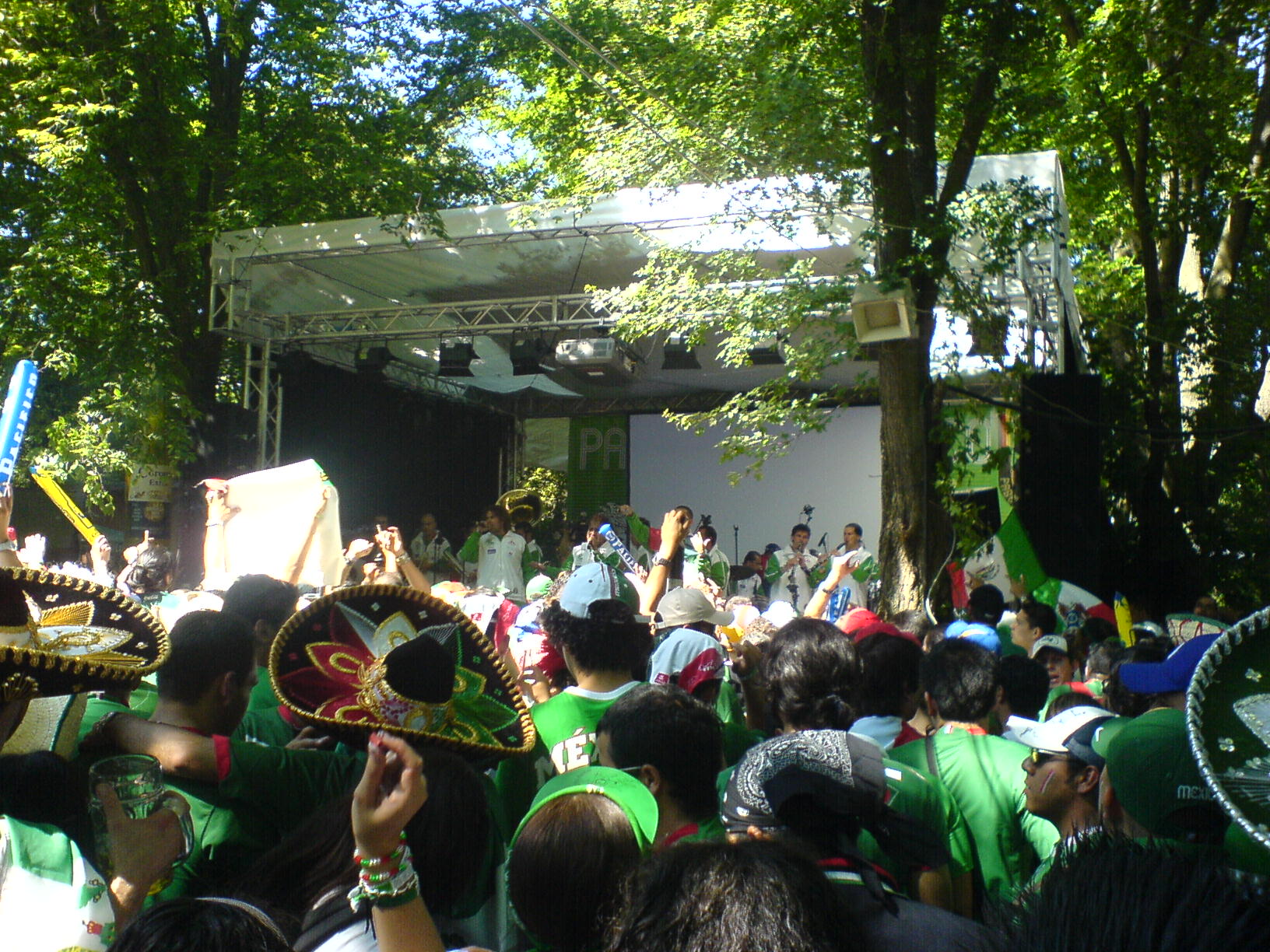
Banda El Recodo en el Fanfest, en Núremberg, Alemania, durante la Copa Mundial de Fútbol 2006.

Con el éxito inmediato de los dos últimos discos, se pensó que la Banda El Recodo se volvería a convertir en la banda protagonista que fue durante la década de 1990. Sin embargo, había un cierto sinsabor de parte de numerosos seguidores, puesto que sentían que "El Yaki" quedaba a deber en sus presentaciones al momento de cantar canciones de los vocalistas pasados (cosa que Charly Pérez lograba salir un tanto bien librado). a falta de capacidad vocal por parte de "El Yaki" era compensada por la simpatía que generaba entre las fanes de la agrupación. En noviembre de 2011 grabaron su siguiente disco La Mejor De Todas siguiendo la línea de acercamiento a las tendencias contemporáneas, generando una respuesta aceptable por parte del público con la publicación de sus tres primeros sencillos: "Te quiero a morir", "Sin respiración" y "La mejor de todas".
Cuando la agrupación estaba por cerrar la promoción de este disco con el lanzamiento de su último sencillo "Sin ver atrás" anuncian la separación de sus filas de Luis Alfonso Partida "El Yaki" debido a un desgaste excesivo en sus cuerdas vocales, manejándolo en un principio como un receso en sus presentaciones con la banda para poder lograr su recuperación, lo que comenzó a desconcertar fue el lanzamiento de este sencillo con la voz de Charly Pérez y no con la voz de "El Yaki", que fue quien prestó originalmente su voz para la grabación en el disco. Sin embargo se acercó el periodo de grabar y lanzar un nuevo disco, y los hermanos Lizárraga (Poncho y Joel), decidieron no contemplar a "El Yaki" para la grabación del nuevo álbum, entrando en su lugar Geovanni Mondragón, extraído también de las filas de la Banda Estrellas de Sinaloa de Germán Lizárraga, dejando en puntos suspensivos el regreso de "El Yaki", y en cambio, grabando su siguiente producción Haciendo Historia, disco con un corte aún más actual, este disco vería la luz con el sencillo "Vas a llorar por mí" retornando a la promoción de sus grabaciones de corte ranchero, y generando una respuesta satisfactoria entre el público.

### 80 años de música
Para 2018, la banda se puso de manteles largos, pues cumplían ocho décadas en el ámbito musical. Para entonces, la banda se renovó con la integración de nuevos miembros, entre ellos el nuevo vocalista, originario de Hermosillo, Sonora, Ricardo "Ricky" Yocupicio Ulloa, quien sustituyó a Charly Pérez, quien a su vez abandonó la agrupación al terminar su contrato ese mismo año.[cita requerida]
Para conmemorar, se lanzó una producción discográfica titulada "80 Años de Música Entre Amigos Vol. 1", que incluyó una recopilación de éxitos regrabados de la agrupación a dueto con artistas como Julio Preciado, Timbiriche, Gerardo Ortiz y Sebastián Yatra, entre otros.[cita requerida]
A principios del 2019, en el marco conmemorativo del Carnaval de Mazatlán, se hizo una presentación en el Estadio Teodoro Mariscal, donde la banda celebró un concierto de alrededor de cuatro horas para festejar los 80 años de la agrupación.[cita requerida]
En julio de 2020, la Banda el Recodo inauguró el nuevo Estadio de Mazatlán, sede del equipo de fútbol Mazatlán FC de la Primera División de México, y fungió como su patrocinador de los uniformes del equipo.
Hoy en día, la Banda El Recodo, a pesar de los altibajos que ha experimentado se sigue manteniendo constante en el gusto del público, a veces en mayor o menor medida, y dejando también algunos cabos sueltos en algunos temas; por ejemplo, el tema "Mi bello Mazatlán" que dejó la compositora Consuelo Velázquez a manera de legado póstumo y con la encomienda de que la grabara la Banda El Recodo. Sin embargo, este tema no ha visto la luz, debido a los proyectos de El Recodo en su casa disquera Fonovisa, y es que Consuelo Velázquez fue esposa de Mariano Rivera Conde, directivo de RCA, disquera en la que el Recodo estuvo casi 50 años.[cita requerida]

## Influencia
La Banda el Recodo ha sido receptora de influencias y también marcó la pauta en la evolución del estilo de la música sinaloense. El Recodo recibió la influencia, en su alineación, de la agrupación sinaloense [Los Sirolas], fundada en la década de 1920. Así también, en el inicio de su carrera grabaron canciones y tocan a lado de Luis Pérez Meza dándole sus primeros éxitos, también fueron recurrentes a lo largo del tiempo grabaciones instrumentales y con voz, de composiciones de Dámaso Pérez Prado, Joan Sebastián, José Alfredo Jiménez y de Juan Gabriel, siendo muy frecuentes en los discos grabados en la década de 1990 (por lo menos en cada disco era incluido un tema de cada uno de estos cantautores), también se destaca grabaciones de temas de José Ángel Espinoza "Ferrusquilla" como lo es "La ley del monte". El Recodo en sus primeras décadas de vida manejó una línea mayoritariamente instrumental, en el corte ranchero retomaron sones y canciones del dominio público, y canciones que fueron éxitos en su momento en voz de Antonio Aguilar y Vicente Fernández, así también, al pertenecer a la RCA Victor tuvo un repertorio muy similar al del Mariachi Vargas de Tecalitlán (las dos agrupaciones pertenecían a la misma disquera). Paralelamente grabaron temas de música swing como "12th Street" y hacia finales de la década de 1980 lanzaban dos producciones por año de manera simultánea, un disco de corte ranchero y otro de cumbias. El trabajo realizado por El Recodo repercutió muy fuertemente en el desarrollo del género de la música sinaloense, fomentando la proliferación de agrupaciones de este tipo e influenciando al movimiento grupero de la década de 1990 en México.

## Don Cruz Lizárraga
Don Cruz Lizárraga, fue quien comenzó este sueño en 1938. Conocido después como el Cristóbal Colón del género de banda, Cruz Lizárraga descubrió esté género que llegó para quedarse. Pedro Infante, Javier Solís, Jorge Negrete y José Alfredo Jiménez fueron algunos grandes artistas que tuvieron el honor de cantar en vivo con la Banda El Recodo. Cruz Lizárraga estuvo al mando de la banda desde 1938 hasta 1995 y  después de su fallecimiento en 1995, la banda se quedó a cargo del hijo mayor de Cruz Lizárraga, Germán Lizárraga, quien en 2003 abandonó la agrupación por proyectos personales. La banda pasó el mando a otro hijo de don Cruz Lizárraga: Luis Alfonso Lizárraga Lizárraga. Poncho y su hermano Joel Lizárraga Lizárraga son los dueños de la Banda Sinaloense.[cita requerida]

## La Madre de Todas las Bandas
La Banda El Recodo ha sido la única banda mexicana que ha conquistado los cinco continentes con su música. Por ello, se le bautizó con el nombre de La Madre de Todas las Bandas.[cita requerida]

## Integrantes

### "Integrantes actuales"
- Luis Alfonso Lizárraga (clarinete y director musical) (1992- actualidad)
- Jesús Bernardo Osuna Ostos - (clarinete) (2017- actualidad)
- Jorge Alberto López Montoya (clarinete) (2002- actualidad)
- Jaime López Salazar (clarinete) (2021- actualidad)
- Geovanni Mondragón (vocalista) (2012- actualidad)
- Ricardo Yocupicio (vocalista) (2018 - actualidad)
- Mario Alvarado Villaseñor (trompeta) (1995- actualidad)
- Jesús Abel Moreno Romero (trompeta) (2007- actualidad)
- Jesús Omar Rodríguez Orrante (trompeta) (2013- actualidad)
- Omar David Castro Cuadras (trombón) (2017- actualidad)
- Óscar Álvarez Otáñez (trombón) (1997- actualidad)
- Jesús Barrón (trombón) (2021- actualidad)
- Víctor Alfonso Sarabia Huitrón (tambora) (2007-actualidad)
- Josué Dueñas Mejía (tarola) (2007- actualidad)
- Gustavo Pimentel Leal (armonía) (2005- actualidad)
- Gabino López Esquerra (armonía) (2014- actualidad)
- Edilberto Moreno García (tuba) (2018- actualidad)

### "Miembros anteriores"
- Conrado Calderón (voz) (1989 - 1992)
- Julio Preciado (voz) (1991 - 1998)
- Roberto Lizárraga (Don Beto "El Colorado") (trombón) (1951-1996)
- Germán Lizárraga (clarinete y director musical) (1951 - 2002)
- Alberto Lizárraga (clarinete) (1980-1995)
- Víctor Sarabia García "El Músicón" (armonías) (1972 - 2003)
- Serapio Arias Amarillas (trombón) (1938-1940)
- Carlos Montoya (clarinete) (1995 - 2017)
- Luis Antonio López "El Mimoso" (voz) (1998 - 2009)
- Carlos Sarabia (voz) (1998 - 2003)
- Alejandro Ojeda (voz) (2003 - 2007)
- Alejandro Villarreal "El Borrego" (voz) (2003 - 2007)
- Noé Obeso Félix  (voz) (2007-2008)
- Luis Alfonso Partida "El Yaki"  (voz) (2008 - 2012)
- Charly Pérez (voz) (2009 - 2018)
- José Cruz Lizárraga Torres (trombón) (2011-2017)
- Carlos Soto Beltrán "Jokoki" (†) (tuba) (1991-2012)
- Aldo Sarabia (†) (armonías)(1992-2005) (2007-2014)
- Alfredo Herrejón (Tuba) (2012-2018) (trompeta) (1999-2001) (armonías) (2006-2012)
- Luis Fernando Ibarra Gallardo (trombón) (2003-2021)
- Joel David Lizárraga Lizárraga (clarinete) (2001-2021)
- Fausto Sais (trompeta) (2001-2007)
- Víctor Páez (trompeta) (1988-2006)
- Enrique Valdés Rojas (trompeta) (1989-1998)
- José Martínez Ochoa "El Pulgas" (tambora) (1987-2000) (tarolas) (1960-1981)
- Gerardo Urías Gutiérrez (trombón) (1995-2003)
- Ramón Urías Gutiérrez (tambora) (2001-2005)
- José Martínez Jiménez "Chito” (tarola) (1996-2007)
- Felipe Santos (tarolas) (1981-1995)
- David Castro (trompeta) (2007-2013)
- Arturo Valdés "El Pollo" (trompeta) (2006-2007)
- Ezequiel Páez (trombón) (1991-1995)
- Isidoro Ramírez "Chilolo" (trombón) (1974-1991)
- Procopio Sánchez "Popo" (trompeta) (1951-1994)
- Noé Montaño "El 14" (armonía) (2003-2005)
- Expectación Gutiérrez "El Pikas" (1959-1986)

## Discografía

### Álbumes de estudio
- 1954: Banda El Recodo [7]
- 1960: Banda El Recodo Vol. II
- 1961: Los invito a Mazatlán
- 1963: Que siga la tambora
- 1968: José Alfredo Jiménez canta al Recodo
- 1969: La Chuchis
- 1971: La mejor tambora del mundo
- 1976: Banda El Recodo vol. III
- 1976: La fabulosa
- 1979: El sinaloense
- 1981: Banda El Recodo vol. IV
- 1983: Banda El Recodo vol. V (ó Banda El Recodo con Manuel Velarde)
- 1985: A bailar con El Recodo
- 1986: El alma de Sinaloa
- 1987: vuelve la mejor banda El Recodo
- 1989: Cumbias al rojo vivo
- 1989: Las rancheras que llegan
- 1990: A toda cumbia
- 1990: Ahora mejor que nunca
- 1991: Bazar de éxitos
- 1991: La número uno... con puras rancheras
- 1991: Con Aida Cuevas
- 1992: 13 rancheras y cumbias
- 1992: El bato machín
- 1992: La pelea del siglo
- 1992: Serie 20 exitos
- 1993: En vivo desde el Teatro de la Ciudad de México
- 1993: 16 rancheras y cumbias
- 1994: Pegando con tubo
- 1994: Picosito y ranchero
- 1994: 15 exitos
- 1994: Fiesta remix
- 1994: Música sinaloense
- 1995: De México y para el mundo
- 1995: Homenaje a Don Cruz Lizarraga
- 1995: Paloma sin nido
- 1995: Temas de Juan Gabriel y lo mas romántico
- 1995: Pa' puros compás: por una mujer casada y otras rancheras
- 1995: En vivo desde París, Francia
- 1995: Con Pedro Infante
- 1995: Mis inicios con la banda vol. 1
- 1995: Mis inicios con la banda vol .2
- 1996: Con Yolanda del Río
- 1996: Desde el cielo y para siempre
- 1996: Tributo a Juan Gabriel
- 1997: De parranda con la banda
- 1997: Histórico: Banda El Recodo en vivo
- 1998: Tengo una ilusión (60 Aniversario)
- 1998: Pa puros compás vol. 2
- 1998: 60 aniversario
- 1998: Colección original
- 1998: Con Angélica María
- 1998: Juan Gabriel con banda... El Recodo!!!
- 1998: Puros temas tradicionales
- 1999: Lo mejor de mi vida
- 2000: La historia la escriben los grandes: en vivo desde la Plaza de Toros México
- 2000: Personalidad 20 exitos
- 2001: Contigo por siempre...
- 2001: Las primeras huellas
- 2001: Mas huellas
- 2001: Mexicanisimo
- 2002: No me sé rajar
- 2003: Así nació la leyenda
- 2003: Banda sinaloense de Don Cruz Lizarraga
- 2003: Con los Cadetes de Linares
- 2003: Los primeros años
- 2003: Por ti
- 2005: Hay amor
- 2005: En vivo
- 2006: Más fuerte que nunca
- 2007: Puras para parrandear
- 2007: Qué bonito... ¡es lo bonito!
- 2008: Te presumo
- 2008: Época dorada
- 2009: Lo esencial de la Banda El Recodo
- 2009: Me gusta todo de ti
- 2010: Vive Grupero el concierto
- 2011: Con Lola Beltran
- 2011: La mejor de todas
- 2011: valses
- 2012: Adiós Penal de la Loma :
- 2012: En vivo México suena
- 2012: 30 años
- 2012: Baile al son de la banda
- 2012: Corridos famosos
- 2012: Gocela bailando
- 2012: La culebra pollera
- 2012: Éxitos de las rancheras
- 2013: Haciendo historia
- 2013: Romances
- 2013: Hits calientes
- 2013: Hits calientes vol. 2
- 2013: La banda dominguera
- 2013: Mas exitos
- 2014: A toda cumbia
- 2015: Mi vicio más grande
- 2016: Raíces
- 2017: Ayer y hoy
- 2018: 80 años de música entre amigos
- 2018: Las mejores cumbias y quebraditas vol. 1
- 2019: Las mejores cumbias y quebraditas vol. 2
- 2020: Concierto digital 2020
- 2020: De fiesta con la Banda El Recodo
- 2021: Esta vida es muy bonita
- 2023: Hecho en México...mágico

## Reconocimientos
En los 80 años de trayectoria artística, don Cruz Lizárraga y su Banda El Recodo han recibido cientos de reconocimientos y homenajes en vida,  todos de gran importancia, entre ellos:
- El 17 de noviembre de 1998 la revista Furia Musical otorgó por tercer año consecutivo la presea como la mejor banda, el mejor disco del año y un premio especial por la trayectoria artística de sus 60 aniversario.
- En 2008, la ciudad de Las Vegas decreta el día 9 de octubre como el Día de la Banda El Recodo.
- En la Ciudad de México, el sello Fonovisa entregó dos discos de platino y un disco de oro por las altas ventas de su disco Tengo una ilusión.
- El 29 de abril de 2003 recibieron de manos de la revista Billboard el premio a la trayectoria, y lograron un lugar en el Salón de la Fama.[33] Un año antes, la misma revista les había concedido la portada en 80 países con 13 páginas de entrevista. Así mismo, han sido nominados y premiados en numerosas ocasiones en las entregas de Premios Lo Nuestro, Grammy y de la revista de música regional mexicana Furia Musical.